# Bisi di Lumignano
I bisi di Lumignano sono una particolare qualità di piselli coltivati nei dintorni di Lumignano, frazione del comune di Longare in provincia di Vicenza. Sono inseriti nell'elenco dei prodotti tipici veneti.

## Storia
In epoca medievale i piselli di Lumignano furono coltivati per la prima volta da monaci Benedettini (X -XI secolo). Il clima dolce e la buona esposizione al sole resero proficua la coltura che attecchì e si diffuse in tutta la zona, permettendo la selezione di una varietà locale, denominata Bisi Verdoni, le cui piantine sono basse e non necessitano di sostegno e resistono bene al freddo invernale, mentre risentono delle gelate primaverili, si raccolgono in aprile e maggio, essendo una varietà piuttosto precoce. Dagli anni sessanta sono state introdotte nuove varietà per rispondere alle esigenze di produzione e di mercato.

## Consumo
Il più tipico piatto della cucina veneta è Risi e bisi ovvero una zuppa di riso e piselli freschi che si prepara in primavera, in particolare i Dogi la consumavano il 25 aprile, festa di san Marco. 
Una variante più tipicamente vicentina è risi, bisi e oca in cui pezzettini di oca in onto insaporiscono il legume. Altro primo piatto tradizionale è costituito dalle tajadele coi bisi ovvero pasta fatta in casa condita con i soli piselli soffritti con cipolla e vin bianco, per apprezzare il sapore del prodotto fresco.